# Kalajaisjärvi
Kalajaisjärvi eller Kalajaistenjärvi är en sjö i Finland. Den ligger i kommunen Ilmola i landskapet Södra Österbotten, i den sydvästra delen av landet, 300 km nordväst om huvudstaden Helsingfors. Kalajaisjärvi ligger 129 meter över havet. I omgivningarna runt Kalajaisjärvi växer i huvudsak blandskog. Arean är 27,8 hektar och strandlinjen är 3,24 kilometer lång. Sjön  ingår i Kyro älvs huvudavrinningsområde. 